# Xã Jackson, Quận Boone, Iowa
Xã Jackson (tiếng Anh: Jackson Township) là một xã thuộc quận Boone, tiểu bang Iowa, Hoa Kỳ. Năm 2010, dân số của xã này là 716 người.